# Diahogna
Diahogna là một chi nhện trong họ Lycosidae.